# Nazionale maschile di hockey su prato della Comunità degli Stati Indipendenti
La nazionale di hockey su prato della Comunità degli Stati Indipendenti era la squadra di hockey su prato rappresentativa della Comunità degli Stati Indipendenti, nata nel 1991 dallo scioglimento dell'Unione Sovietica, e scioltasi nel 1993.

## Partecipazioni

### Olimpiadi
- 1992 - 10º posto

### Champions Trophy
- 1992 – non partecipa